# Auayni panaca
Auayni panaca è il nome assunto dal lignaggio di Lloque Yupanqui, il terzo sovrano della dinastia inca, giunto al potere alla morte del padre Sinchi Roca. La grafia Auayni è quella impiegata dai cronisti spagnoli dell'epoca, mentre gli storici moderni, di cultura anglosassone, preferiscono scrivere Awayni.
Non possediamo notizie di sorta sulla storia di questa panaca, legata alle vicende leggendarie del suo fondatore, appunto quel Lloque Yupanqui che sfugge ad ogni classificazione che non sia di ordine mitico.
La sua presenza nel periodo storico del Cuzco è, però, attestata da numerose testimonianze suffragate da prove, anche, documentali.
I suoi rappresentanti figurano, infatti, quali testimoni nelle Informaciones di Francisco de Toledo e compaiono in alcune dispute di carattere squisitamente giudiziario.
Nella lista dei Ceque, sorta di linee immaginarie che collegavano le varie huaca, ovvero i luoghi sacri dell'impero, la Auayni panaca ha la sua collocazione concreta come, del resto, tutte le altre famiglie reali ed è deputata alla salvaguardia del culto di alcune di esse.
Bernabé Cobo ed altri autori, tra cui segnatamente Cristóbal de Molina (el cuzqueño),'hanno tramandato la lista completa di questi percorsi sacri, fornendo anche minuziosi notizie sulle famiglie deputate alle varie cerimonie religiose.
Secondo questi autori la sovranità della Auayni panaca si dispiegava sul secondo ceque del Collasuyo, il Sud dell'impero e comprendeva la salvaguardia di otto luoghi sacri.
- Il primo era una pianura detta Limapampa.
- Il secondo era un piccolo colle di nome Raquiancalla.
- Il terzo era un terreno coltivato chiamato Sausero i cui prodotti erano appannaggio del Sole. Lo stesso Inca supremo era solito recarsi in questo sito che era assai onorato, al punto da sacrificargli oggetti d'oro, di argento e perfino fanciulli.
- Il quarto era un altro campo coltivato di nome Omatalispacha, venerato per una fonte che vi sorgeva.
- Il quinto era una pianura detta Oscollo.
- Il sesto, Tuino Urco, consisteva in tre pietre presso il villaggio di Cacra.
- Il settimo era una sorgente chiamata Palpancaypuquin presso un colle nelle vicinanze di Cacra.
- L'ottavo ed ultimo era un crepaccio di nome Collocalla.

Dobbiamo al solito Sarmiento de Gamboa la conoscenza dei nomi degli ultimi rappresentanti di questa panaca, in epoca coloniale. Essi sono gli Hurin-Cuzco Putzoc Tito Aucaylli, Tito Rimache, Felipe Tito Conde Mayta e Juan Baptista Quispe Conde Mayta.